# Экклз, Уильям
Уильям Генри Экклз (Икклз) (англ. William Eccles; 23 августа 1875, Барроу-ин-Фернесс, Ланкашир — 29 апреля 1966, Оксфорд) — британский физик и пионер радио. Член Королевского общества.

## Биография
В 1898 году закончил Королевский научный колледж в Лондоне. Стал ассистентом Г. Маркони. В 1901 получил докторскую степень. Был сторонником теории Оливера Хевисайда, согласно которой атмосфера может отражать радиоволны таким образом, что становится возможной радиопередача на дальние дистанции. В 1912 Экклз выдвинул предположение, что солнечная радиация может являться причиной разницы в распространении радиоволн днём и ночью. Для проверки этой идеи он проводил эксперименты. В 1910 году обнаружил у некоторых полупроводниковых диодов способность генерировать электрические колебания. Ввёл термин «диод».
Начиная с Первой мировой войны Экклз интересовался в основном развитием электронных схем. В 1918 вместе с Ф. У. Джорданом работал над триггерной схемой, которая затем станет основой для электронной памяти компьютеров. В 1919 Экклз стал вице-президентом Имперского беспроводного комитета (Imperial Wireless Committee). Помог создать первую длинноволновую радиостанцию. Работал с основанной в 1922 году BBC в ранний период её существования. В 1926 был президентом Institution of Electrical Engineers, в 1923—1924 — президентом Общества радио Великобритании.
В 1928—1930 был президентом Лондонского общества физиков.